# Aenigmatolimnas marginalis
La polluela culirroja o polluela franjeada  (Aenigmatolimnas marginalis, sin.:  Porzana  marginalis, Amaurornis marginalis) es una especie de ave gruiforme de la familia Rallidae propia del África subsahariana. Es la única especie del género Aenigmatolimnas.

## Distribución
Su área de distribución incluye Argelia, Camerún, Costa de Marfil, Gabón, Ghana, Kenia, Malawi, Namibia, Nigeria, República Democrática del Congo, Sudáfrica, Tanzania, Uganda, Zambia y Zimbabue. Aparece ejemplares divagantes en Argelia, Comoras, República del Congo, Italia, Libia, Marruecos, Ruanda y Seychelles.